# Eure y Loir
Eure y Loir (28; Eure-et-Loir en francés) es un departamento francés perteneciente a la región de Centro-Valle de Loira. Toma su nombre de los ríos homónimos (Eure y Loir). El gentilicio para los habitantes de Eure y Loir es Euréliens.

## Historia
Eure y Loir fue uno de los 83 departamentos originales creados durante la Revolución francesa, el 4 de marzo de 1790 (en aplicación de la ley del 22 de diciembre de 1789). Fue creado a partir de áreas pertenecientes a las antiguas provincias del Orléanais y del Perche.

## Geografía
- El departamento limita con los departamentos de Eure al norte, Yvelines al noreste, Essonne al este, Loiret al sureste, Loir y Cher al sur, Sarthe al suroeste y Orne al oeste.
- Alturas extremas: máxima 287m (Butte de Rougemont), mínima 48m (salida del río Eure). La carretera más alta es la D371 en Rougemont (270m).
- Lago más extenso: Étang de Dampierre-sur-Blévy. Otros lagos del departamento: Étangs de la Benette, des Baussiots, des Cailleaux, d'Haron, de Perruchet.
- Principales ríos: Eure, Loir, Avre, Blaise.

## Demografía

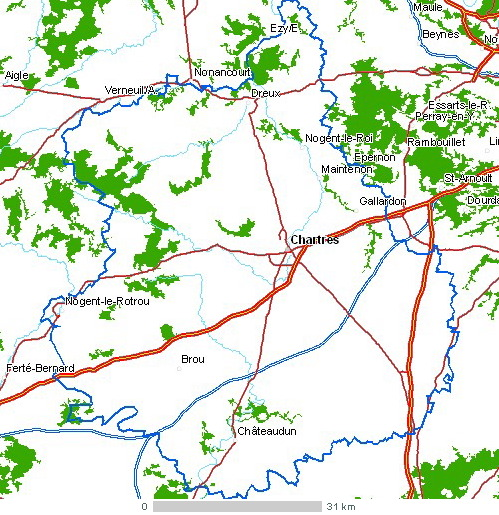
Mapa del departamento de Eure y Loir.

Las mayores ciudades del departamento son (datos del censo de 1999):
- Chartres: 40.361 habitantes, 87.800 en la aglomeración, que incluye otras poblaciones, entre ellas Lucé, que con 17.701 hab. es la tercera comuna del departamento por su población.
- Dreux: 31.849 habitantes, 44.653 en la aglomeración.
- Châteaudun: 14.543 habitantes, 17.894 en la aglomeración.
- Nogent-le-Rotrou: 11.524 habitantes, 12.749 en la aglomeración.

| 1801    | 1831    | 1841    | 1851    | 1856    | 1861    | 1866    |
| ------- | ------- | ------- | ------- | ------- | ------- | ------- |
| 257.793 | 278.820 | 286.368 | 294.892 | 291.074 | 290.455 | 290.753 |
| 1872    | 1876    | 1881    | 1886    | 1891    | 1896    | 1901    |
| 282.622 | 283.075 | 280.097 | 283.719 | 284.683 | 280.469 | 275.433 |
| 1906    | 1911    | 1921    | 1926    | 1931    | 1936    | 1946    |
| 273.823 | 272.255 | 251.255 | 255.213 | 254.790 | 252.690 | 258.110 |
| 1954    | 1962    | 1968    | 1975    | 1982    | 1990    | 1999    |
| 261.035 | 277.546 | 302.251 | 335.151 | 362.813 | 396.073 | 407.665 |

Notas a la tabla:
- El 1 de noviembre de 1968 la comuna de Dommerville (187 hab. en 1968) se separó del departamento para fusionarse con Angerville (Essonne).

## Política
En el año 2004, Albéric de Montgolfier (UMP) fue reelegido como presidente del Consejo General de Eure y Loir con los votos de los consejeros de su propio partido, así como con los votos de la UDF y de los no adscritos de derechas (16 votos).
Las principales atribuciones del Consejo General son votar el presupuesto del departamento y escoger de entre sus miembros una comisión permanente, formada por un presidente y diversos vicepresidentes, que será el ejecutivo del departamento. Actualmente, la composición política de esta asamblea es la siguiente:
- Unión por un Movimiento Popular (UMP): 11 consejeros
- Partido Socialista (PS): 6 consejeros
- No-adscritos de izquierda: 6 consejeros
- No-adscritos de derecha: 3 consejeros
- Unión para la Democracia Francesa (UDF): 2 consejeros
- Partido Radical de Izquierda (PRG): 1 consejero

## Turismo
La atracción turística más importante del departamento es la Catedral de Chartres, con sus magníficas vidrieras.
También existen en la zona atractivos castillos como el de Maintenon (ver foto).

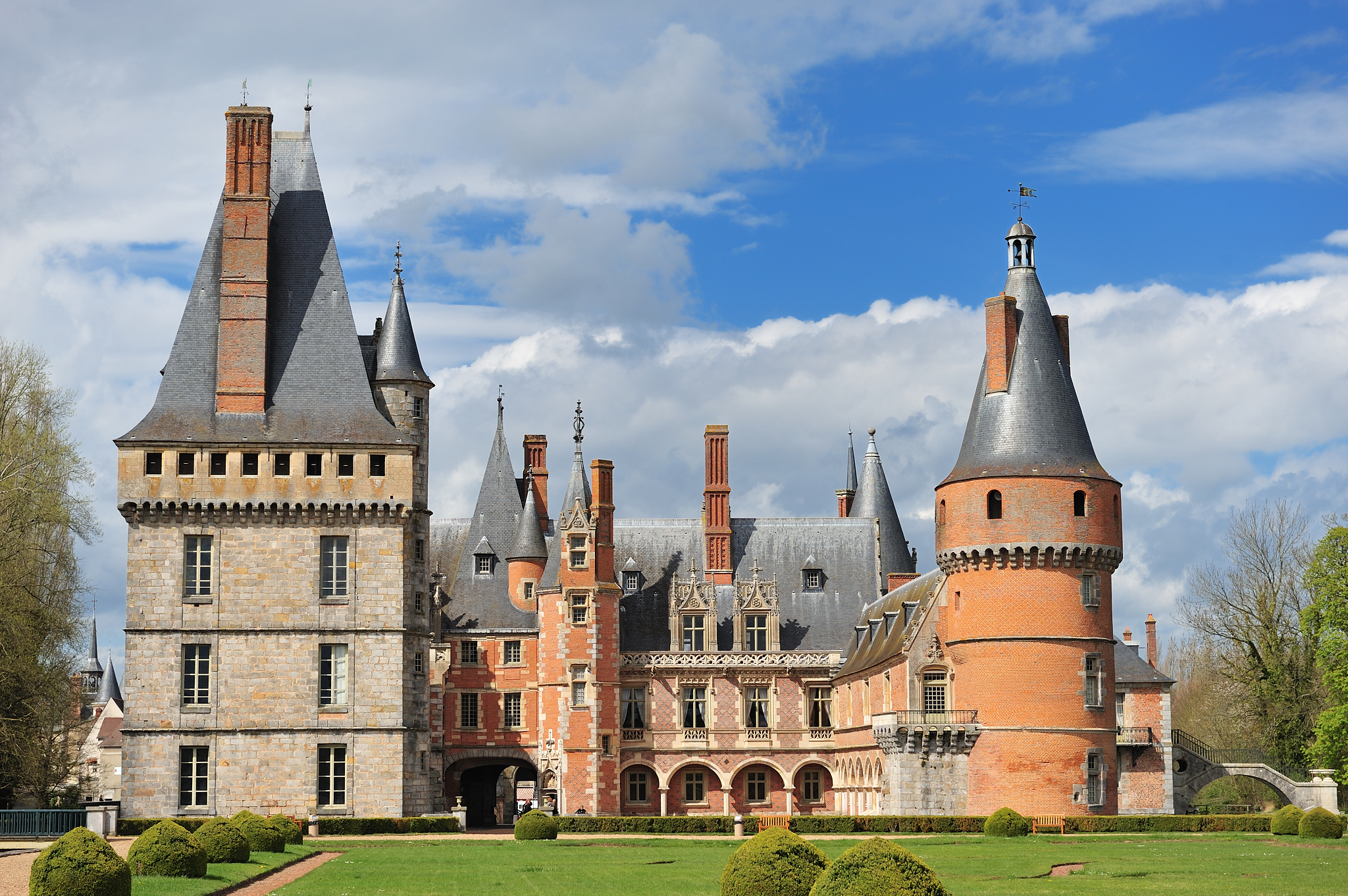
El castillo de Maintenon, en el departamento de Eure y Loir, en Francia.

## Economía

### Industrias
- Cosmetic Valley clúster, situado alrededor de Chartres, es el primer sector de la industria de la belleza francesa y bienestar (perfumes / cosméticos), con grandes nombres como Guerlain, Paco Rabanne, Lolita Lempicka, Castelbajac JC, Jean-Paul Gaultier... El Cosmetic Valley representa a 2,5 millones de euros de cifra de negocios, cuenta con 200 empresas, que trabajan en colaboración con las Universidades de Orleans y París, que emplean a más de 30.000 empleados.
- La industria farmacéutica, y alrededor de Dreux Polepharma. Polepharma es un grupo de producción farmacéutica francesa, creado en 2002 sobre la dirección del CODEL [2]. Incluye empresas como Ipsen, Novo Nordisk, Laboratoires Expanscience, Pharma Leo, Famar Ethypharm, Norgine, Nypro, Synerlab / Sophartex, SERATEC .. . El grupo representa el 50% de la producción de medicamentos en Francia y 30.000 puestos de trabajo. El Pole Pharma es también uno de los creadores de la alianza interregional que regoupe Pharma Valley entre sus tres socios : Polepharma, CBS y Technopole Grepic. Por sí misma, la alianza tiene un 50% de la producción de medicamentos en Francia, el 60% de los lugares de producción están ubicado en Francia y representa 2,5 millones de euros de volumen de negocio.
- La industria alimentaria, promovida por Agrodynamic (centro rural de excelencia), con dos grandes empresas del sector: Ebly Chateaudun y una subsidiaria Andros Auneau.
- la industria y la artesanía en madera y muebles en todo el Perchebois asociación.
- el caucho y plásticos, a través de la Elastopole clúster.
- Ingeniería industrial anchura Octea

## Miscelánea
Algunos medios de comunicación en Eure y Loir:
- Periódicos: L'Echo Républicain, La République du Centre
- Semanarios: Horizon (periódico agrícola), l'Action Républicaine, le Perche, l'Echo de Brou
- Cadenas de radio locales: Radio Intensité (Châteaudun), RTV (Dreux), Radio Grand Ciel.